# اوتبرين
اوتبرين (بالإنجليزية: Outbrain)‏ هي شركة إعلانات إسرائيلية أمريكية تأسست في عام 2006 من قبل المؤسس المشارك والرئيس التنفيذي المشارك يارون جالاي والشريك المؤسس والرئيس التنفيذي للتكنولوجيا والمدير العام فيها أوري لاهاف. يقع المقر الرئيسي للشركة في مدينة نيويورك .  تحقق الشركة إيرادات للناشرين عبر الإنترنت من خلال عرض المحتوى والإعلانات، أو الروابط المعروفة باسم chumboxes عبر صفحات مواقع ويب أو تطبيقات للجوّال.  يدفع المعلنون للشركة على أساس الدفع بالنقرة ويتم مشاركة جزء من هذه الإيرادات مع الناشرين.    

## منتجات
Outbrain هي شركة إعلانات أصلية .

## تاريخ
قامت الشركة بتسويق منصة اكتشاف المحتوى لأول مرة في عام 2006.
أسسها يارون غالاي وأوري لاهف ، وكلاهما كانا ضابطين في البحرية الإسرائيلية .  باع يارون شركته Quigo إلى AOL في عام 2007 مقابل 363 مليون دولار.  وعمل لاهاف سابقا في Shopping.com ، الذي استحوذت عليه eBay في عام 2005. 
يقع المقر الرئيسي للشركة في نيويورك ولها 13 مكتبًا عالميًا في لندن وسان فرانسيسكو وشيكاغو وواشنطن العاصمة وكولونيا وباريس وميونيخ وميلانو ومدريد وطوكيو وساو باولو ونتانيا  وسنغافورة وسيدني. 
تم إعلانها في الاكتتاب العام في يوليو 2021. عرضت الشركة 8 ملايين سهم في الاكتتاب العام ، محققة 160 مليون دولار.  

## روابط خارجية
- الموقع الرسمي